# صامو (أحفورة)

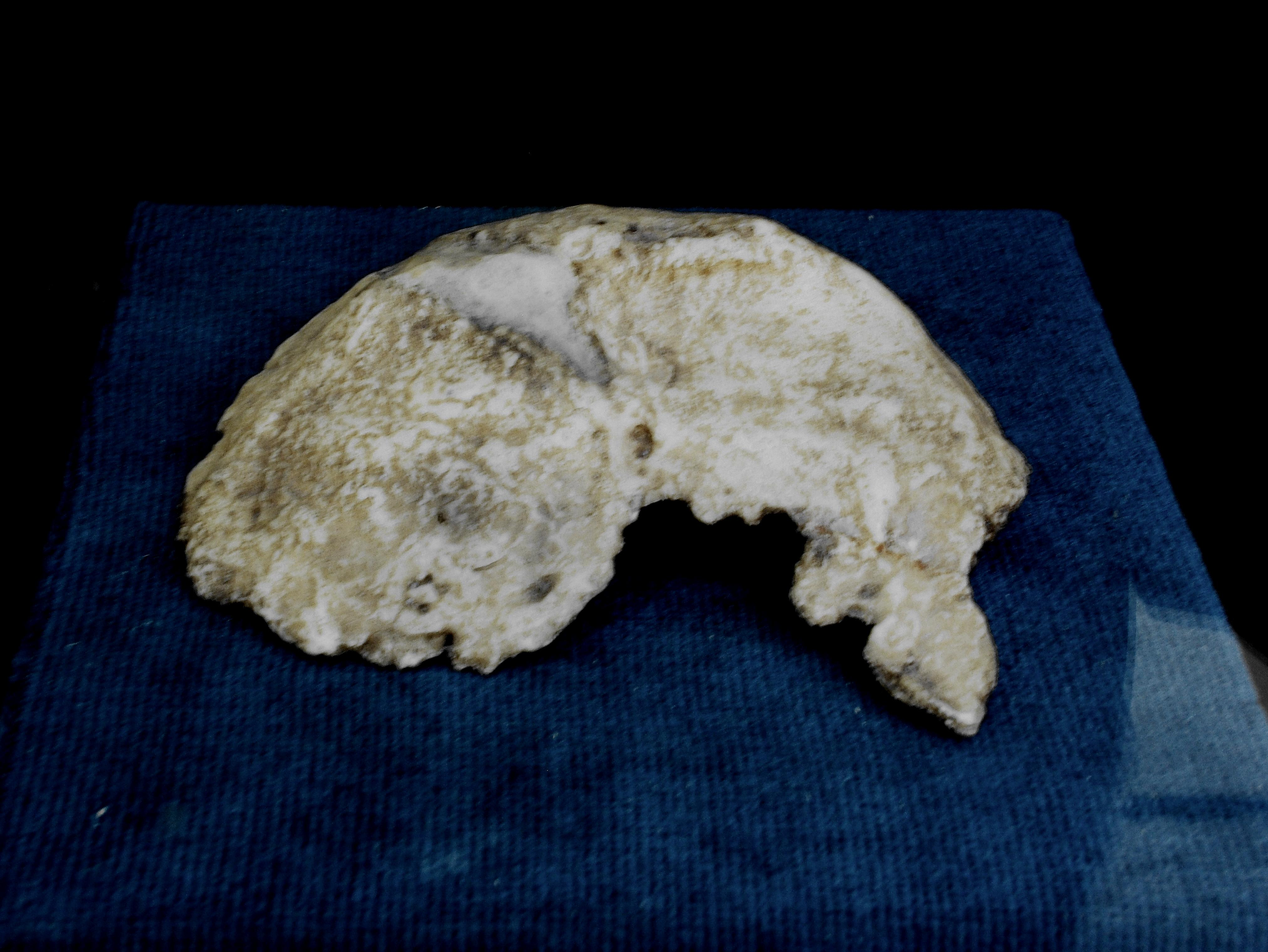

صامو هو اللقب الذي يطلق على قطعة العظم القذالي البشري. اكتُشفت في 21 أغسطس 1965 أثناء عملية حفر بقيادة لازلو فيرتس، وسميت الحفرية باسم صموئيل، وكان 21 أغسطس هو اسم قاضي الكتاب المقدس صموئيل في التقاليد الهنغارية. منذ ذلك الحين أصبح معروفًا على نطاق واسع باسم صامو، وهو الاسم الهنغاري المختصر.
في البداية وصفه عالم الأنثروبولوجيا الهنغاري أندور ثوما (1928-2003) بأنه الإنسان المنتصب سيو سابينس بالوهونجاريكوس. كان يُعتقد أن عمر الحفرية في ذلك الوقت حوالي 500.000 سنة، وبعض المطبوعات من سبعينات القرن العشرين تصنفها على أنها إنسان منتصب). كشفت التحليلات التي أُجريت في التسعينات عن عمر أصغر بكثير، يتراوح بين 250.000 و 300.000 عام، وتصنف الحفرية الآن على أنها إنسان هايدلبيرغ.
اكتُشف موقع فيرتيسزولوس الأثري نفسه عام 1962 بواسطة مارتون بيسي، كما وُجد في الموقع اثنين من أسنان الأطفال، وأدوات حجرية أبيفيلية، وموقد. الموقع مفتوح الآن للعامة، وتُعرض نسخة طبق الأصل من عظم القذالي الصامو في المتحف المحلي، بالإضافة إلى الأدوات المرتبطة بها وآثار الحيوانات المتحجرة، ويُحتفظ بالنسخة الأصلية في المتحف الوطني الهنغاري.
أصبح صامو اسمًا شائعًا للهياكل العظمية البلاستيكية التي تظهر في فصول البيولوجيا بلغة الطلاب الهنغارية.